# Општина Блед
Општина Блед (словен. Bled) је једна од општина Горењске регије у држави Словенији. Седиште општине је истоимени град Блед.
Општина Блед са својим планинским карактером, природним лепотама и чистом природом припада туристички најпосећенијим зимским одрдиштима у Словенији.

## Природне одлике
Рељеф: Општина Блед налази се на северозападу државе. Западни део општине се налази усред планинског масива Јулијских Алпа. У источном делу општине налази се Бледско језеро са пријезерском равницом. Ту се Сава Долинка и Сава Бохињка спајају и творе реку Саву. Област језера и околине је нижа и погодна за живот и ту су смештена сва насеља општине.
Клима: У нижим деловима општине влада умерено континентална клима, док у вишим влада њена оштрија, планинска варијанта.
Воде: Главна вода у општини је Бледско језеро, друго највеће природно језеро у Словенији. Од водотока важне су Сава Долинка и Сава Бохињка, које овде творе реку Саву. Сви остали мањи водотоци су притоке језера или ових река.

## Становништво
Општина Блед је средње густо насељена.

## Насеља општине
| - Блед - Бодешче - Бохињска Бела - Коритно - Купљеник | - Обрне - Рибно - Село при Бледу - Сламники - Засип |  |